# Pitahaya
 Ikke at forveksle med Pattaya.
Pitahaya, pitaya eller dragefrugt er frugterne fra flere arter fra slægten Selenicereus i kaktus-familien. Flere af disse arter kommer oprindeligt fra Mellemamerika. Pitahaya blev indført til Vietnam af franskmændene i kolonitiden[kilde mangler] og er senere blevet vældig udbredt i Vietnam og resten af Asien. De dyrkes i dag mest i Vietnam, Thailand, Gambia og lidt i Australien.[kilde mangler]
Frugten, som botanisk set er et bær, er oval og ofte på størrelse med en citron. Flere varianter har "bladrester" som stikker ud fra frugten. Frugtkødet er hos mange varianter hvidt, hos andre rødt, men altid med mange små, sorte frø på størrelse med sesamfrø. Der findes flere varianter af pitahaya. De almindeligste er formodentlig rød pitahaya og gul pitahaya:
- Pitahaya med rød skal findes i to varianter. Begge har bladrester:
  - Hvid pitahaya, hvid pitaya, hvid dragefrugt, pitaya blanca - med hvidt frugtkød (S. undatus)
  - Rød pitahaya, rød pitaya, rød dragefrugt, pitaya roja - med rødt frugtkød (S. costaricensis),
- Gul pitahaya, gul pitaya, gul dragefrugt, pitaya amarilla - er gul udenpå, mangler bladrester og har hvidt frugtkød (S. megalanthus).

Pitahaya spises sædvanligvis som frisk frugt, evt. med lidt ingefær. Den har en behagelig afbalanceret sødme og er ret fast i konsistensen. Frugtens smag bliver ofte sammenlignet med kiwi, men pitahaya er mindre syrlig.
Pitahayaerne med rød skal har relativt ringe aroma, dette skyldes at frugterne for det meste bliver høstet for tidligt i dyrkningslandene og at frugten ikke eftermodnes såsom eksempelvis bananer. Den gule pitahaya fra Colombia smager derimod altid sødt, smagen som minder om kiwi.

## Dyrkede arter
Nicaragua, Kina, Vietnam og Israel er de primære produktionslande.[kilde mangler]
Der er tre arter Pitahaya, der dyrkes på kommerciel basis:
- Selenicereus undatus (navn ændret 2017: tidligere Hylocereus undatus) med hvidt frugtkød og rød skal (Pitaya blanca).
- Selenicereus costaricensis (navn ændret 2017: tidligere Hylocereus costaricensis, Hylocereus polyrhizus) med rødt frugtkød og rød skal (Pitaya roja).
- Selenicereus megalanthus (navn ændret 2017: tidligere Hylocereus megalanthus) med hvidt frugtkød og gul skal (Pitaya amarilla).

- Selenicereus undatus
- Selenicereus undatus
- Selenicereus costaricensis
- Selenicereus megalanthus

## Næringsværdi
Pitahaya indeholder fibre og og en smule C-vitamin.
Næringsværdi per 100 gram:
```
   240 kJ (57 kcal)
   16 g kulhydrat
   0 g fedt
   0 g protein
   8,8 mg calcium
   0,65 mg jern
   0,045 mg vitamin B1
   9 mg vitamin C
   0,9 g fibre 
[
kilde mangler
]
```

| Botanik | Spire Denne botanikartikel er en spire som bør udbygges. Du er velkommen til at hjælpe Wikipedia ved at udvide den. |